# Pueyo de Santa Cruz
Pueyo de Santa Cruz ist ein Ort und eine Gemeinde der spanischen Provinz Huesca in der Region Aragonien mit 323 Einwohnern (Stand: 2024). Pueyo de Santa Cruz liegt im östlichen Teil der Provinz, etwa 65 km von Huesca entfernt. Sie ist Teil der Comarca Cinca Medio.

## Geografie
Pueyo de Santa Cruz liegt in den aragonischen Vorpyrenäen auf einer Höhe von 246 m. Am westlichen Rand der Gemeinde fließt der Cinca. 

## Sehenswürdigkeiten
- Iglesia de la Invencion aus dem 18. Jahrhundert[4]

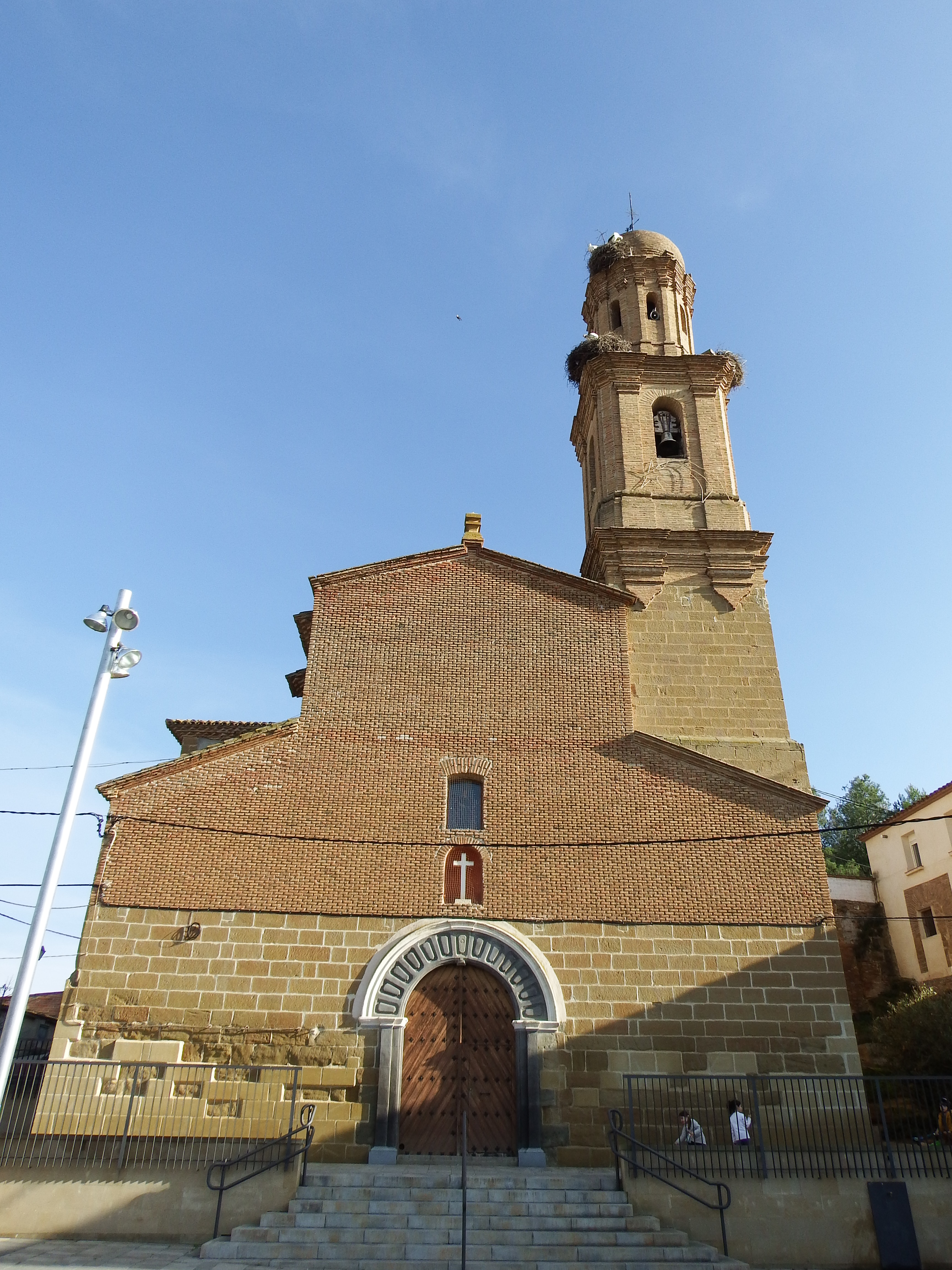
Iglesia de la Invencion